# Mycale chilensis
Mycale chilensis är en svampdjursart som beskrevs av Thiele 1905. Mycale chilensis ingår i släktet Mycale och familjen Mycalidae.
Artens utbredningsområde är havet utanför Chile. Inga underarter finns listade i Catalogue of Life.